# Carl Otto von Höpken
Carl Otto von Höpken, född 1715 i Schleswig, död 7 mars 1782, var en svensk diplomat och politiker. Han var son till överstelöjtnanten Carl Otto von Höpken och kusin till kanslipresidenten Anders Johan von Höpken. 
Höpken föddes i Schleswig i Nordtyskland som då var svenskt och flyttade till Sverige 1738. Han inledde sin diplomatiska karriär 1739 då han utnämndes till kanslist i Utrikesexpeditionen, blev samma år kommissionssekreterare i Köpenhamn och från 1745 i Paris. Han var ministre plénipotentiaire 1749–1754 och envoyé extraordinaire 1754–1755 samt 1758–1765
vid kursachsiska och polska hoven. Efter att 1767 erhållit statssekreterares fullmakt utnämndes han 1769 till president i Wismarska tribunalet.
Höpken tillhörde hattpartiet och var vid riksdagarna 1755–1756 och 1769–1770 medlem av sekreta utskottet. Vid den senare riksdagen uppfördes han två gånger på riksrådsförslag. Detta skedde åter igen vid 1771 års riksdag där han också var på förslag för posten som vice ordförande i Kanslikollegium, men mössorna förhindrade hans utnämningar.  
1771 upphöjdes han i friherrligt stånd. 